# Черношапочный хемиспингус
Черношапочный хемиспингус (лат. Kleinothraupis atropileus) — вид птиц из семейства танагровых. Птицы обитают в субтропических и тропических горных влажных лесах, на высоте 2300—3350 над уровнем моря, в западной Венесуэле (Андах южного Тачира) и в основном в Андах Колумбии и на склонах гор Эквадора южнее до крайнего северо-запада Перу (северного Пьюра севернее от реки Мараньон). Длина тела 16—18 см, масса около 22 грамм.